# Gran reserva (álbum de Fito Páez)
Gran reserva es una serie de trabajos recopilatorios que lanzó al mercado la empresa discográfica WEA que incluyeron a varios de sus artistas. El nombre de este trabajo se debe a que el eslogan que acompañaba a la campaña publicitaria decía: "Con el tiempo saben mejor".
La edición dedicada a Fito Páez se lanzó al mercado en el año 2005, paralelamente al lanzamiento del disco Moda y pueblo.

## Lista de canciones
1. "Circo beat" (incluido en el álbum Circo beat).
2. "A rodar mi vida" (incluido en el álbum El amor después del amor).
3. "Fue amor" (incluido en el álbum Tercer mundo).
4. "Mariposa Tecknicolor" (incluido en el álbum Circo beat).
5. "Tumbas de la gloria" (incluido en el álbum El amor después del amor).
6. "El amor después del amor" (incluido en el álbum El amor después del amor).
7. "Es sólo una cuestión de actitud" (incluido en el álbum Abre).
8. "Dos en la ciudad" (incluido en el álbum Abre).
9. "Y dale alegría a mi corazón" (incluido en el álbum Tercer mundo).
10. "Brillante sobre el mic" (incluido en el álbum El amor después del amor).